# Uroleucon omeishanense
Uroleucon omeishanense är en insektsart. Uroleucon omeishanense ingår i släktet Uroleucon och familjen långrörsbladlöss. Inga underarter finns listade i Catalogue of Life.